# خانه زرنگ‌زاده
خانه زرنگ زاده مربوط به دوره قاجار است و در دزفول، محله لوریان واقع شده و این اثر در تاریخ ۱۷ اسفند ۱۳۸۱ با شمارهٔ ثبت ۷۸۷۷ به‌عنوان یکی از آثار ملی ایران به ثبت رسیده است.